# Edificio Gulliver
El Edificio Gulliver es un edificio residencial de 72 metros de altura situado en Valencia.

## Descripción
Está formado por dos torres blancas con vidrieras color verde-azul, y están unidas por un edificio 15 plantas con una fachada de ladrillo naranja.

## Situación
Este edificio se encuentra en el Paseo de la Alameda, una de las zonas inmobiliarias de referencia en la ciudad. Se sitúa cerca de otros edificios de altura como la Torre de Francia, Aqua Multiespacio o los edificios de la Ciudad de las Artes y las Ciencias.